# 微程式資訊
微程式資訊股份有限公司（英語：Microprogram Information Co.,Ltd)，成立於 1995年12月4日，為一家位於臺灣台中市的科技公司。該公司主要提供產業所需物聯網的相關技術，從初期與合作夥伴商業策略開發、提供其電子支付、無線感測與雲端數據等核心技術協助產業進行軟硬體整合，至最後產品上線後維運一條龍客製化服務。現階段其配合產業範疇涵蓋交通業、製造業、醫療業、零售業、教育業及企業等不同產業，其中 YouBike微笑單車系統設計為該公司最著名的合作案。

## 歷史

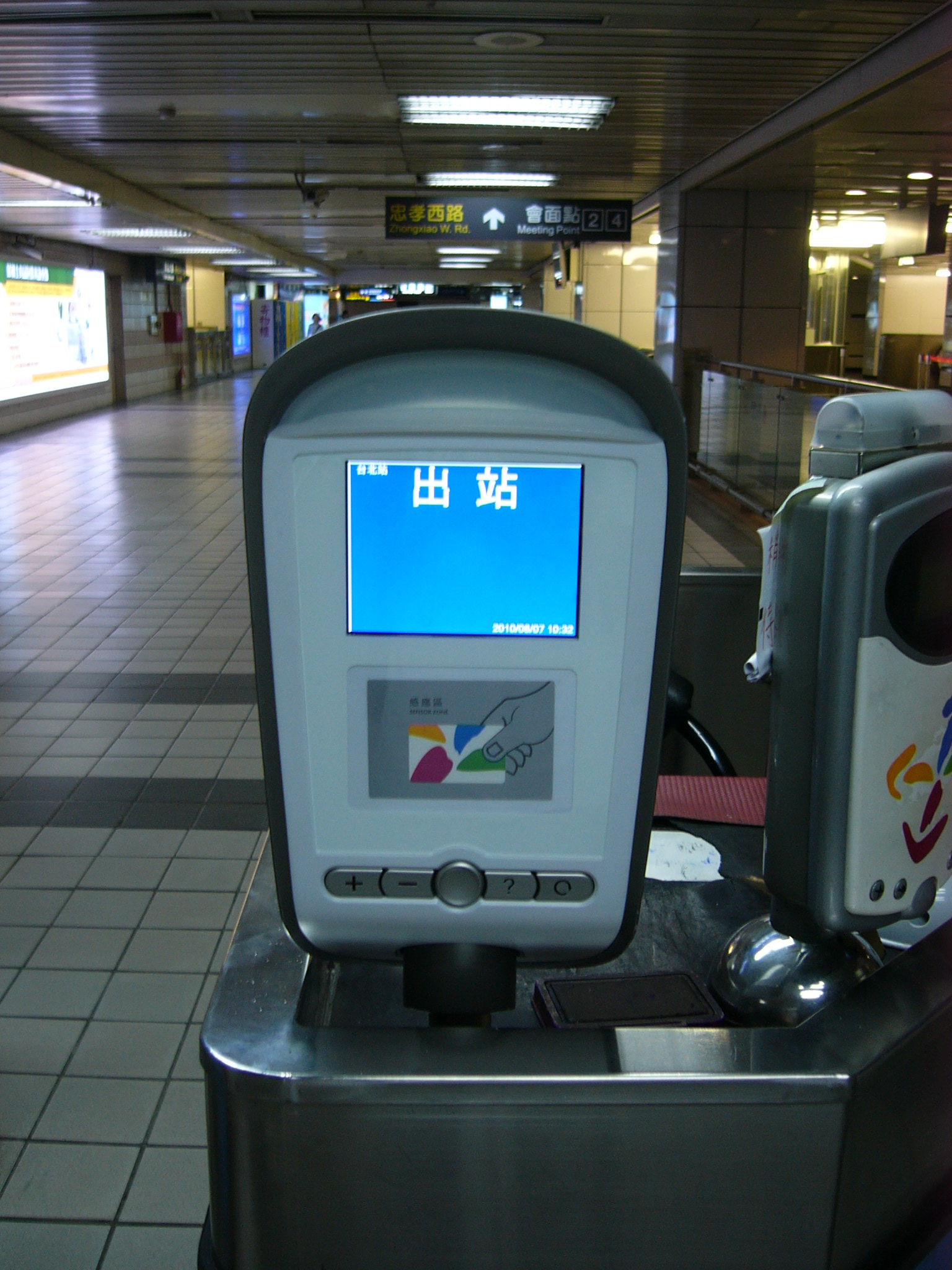
微程式資訊製造的悠遊卡驗票機

- 1995 年，微程式資訊正式成立於嘉義市，以軟硬體銷售及資訊系統加值服務為主要營業項目。
- 2000 年，微程式投入軟體系統開發，並以專案客製加值服務為主要服務項目。
- 2004 年，成立軟硬體研發部門，自主研發 RFID 無線射頻及 SSO 單一簽入核心技術，並於台北、台中、高雄設立辦事處，提供無線射頻及Mail 2000電子郵件系統服務。同年度正式更名為「微程式資訊股份有限公司」。
- 2005 年，成為全台上百所大專院校 RFID 校園 IC 卡及郵件系統服務商[2]。
- 2006 年，微程式自主設計開發之 RFID 讀取裝置獲得經濟部智慧財產局專利認證。並投入電子票證感測技術研發，提供 RFID OEM/ODM 射頻技術服務。
- 2007 年，微程式營業地址遷移至台中。通過國家通訊傳播委員會頒發「電信管制射頻器材經營許可執照」。
- 2008 年，與悠遊卡公司合作開發公共交通運輸MP968多功能驗票機。
- 2009 年，與台北市政府及捷安特合作建置YouBike微笑單車公共自行車租賃系統[3]。
- 2010 年，推動經濟部商業司「RFID加值應用旗艦示範計畫」，協助中小企業整合 RFID 識別及小額消費。
- 2012 年，與台灣太古可口可樂、統一速邁自販合作，提供自動販賣機電子支付服務[4]。
- 2013 年，巨大機械、中華開發資本、益鼎創投及國發基金策略投資微程式，同年微程式喬遷至台中市西屯區中港長鴻大樓。
- 2014 年，微程式與逢甲大學合作推動「夢種子計畫」[5]。
- 2015 年，英特爾投資 (Intel Capital)、遊戲橘子策略投資微程式資訊，微程式資訊榮獲經濟部中小企業處第24屆國家磐石獎[6]。
- 2016 年，微程式信息技术(昆山)有限公司、泉州分公司正式成立，並與微笑單車合作泉州公共自行車43個站點、1500 輛正式啟用[7]。
- 2017 年，微程式停車場電子支付解決方案獲第25屆台灣精品獎[8]。
- 2018 年，微程式資訊總部喬遷至台中市西屯區豐邑A8市政核心。夢種子場域更名為「夢森林」場域[9]。
- 2021 年，通過ISO 27701「個人資料隱私管理系統」驗證
- 2022 年，通過ISO 9001「品質管理系統」認證
- 2023 年，自有品牌「Bikonnect」之共享電動輔助自行車正式上線，打造減碳交通新選擇！[10]。
- 2023 年，家登精密宣布攜手微程式資訊及其他八家涵蓋材料、設備、系統等領域的半導體供應鏈廠商，一起打造台灣半導體在地供應鏈聯盟，並共同合資成立德鑫半導體，設廠於美國鳳凰城。